# Herb województwa poznańskiego
Herb województwa poznańskiego – w polu czerwonym orzeł biały bez korony, zwrócony w prawo. Orzeł w stylu piastowskim, z czasów Przemysła II.

## W Królestwie Polskim i I Rzeczypospolitej
Woiewodztwo Poznáńskie nośi ná choragwi Orła białłego bez Korony, w cżerwonym polu.

Orzeł biały bez korony w czerwonem polu.

Herb województwa poznańskiego kontynuuje tradycję herbu ziemi poznańskiej, jednak po włączeniu jej do Korony Królestwa Polskiego orzeł poznański zwrócił się w heraldyczną prawą stronę.

## W II Rzeczypospolitej
W 1928 r. Sejmik Krajowy Poznański uchwalił inny herb – orła piastowskiego z herbu województwa poznańskiego I Rzeczypospolitej z tarczą na piersi z herbem województwa kaliskiego I Rzeczypospolitej. Herb ten jednak nie uzyskał zatwierdzenia.

## Współcześnie
Do herbu województwa poznańskiego nawiązuje współczesny herb województwa wielkopolskiego oraz wiele herbów jego gmin i powiatów.

## Galeria

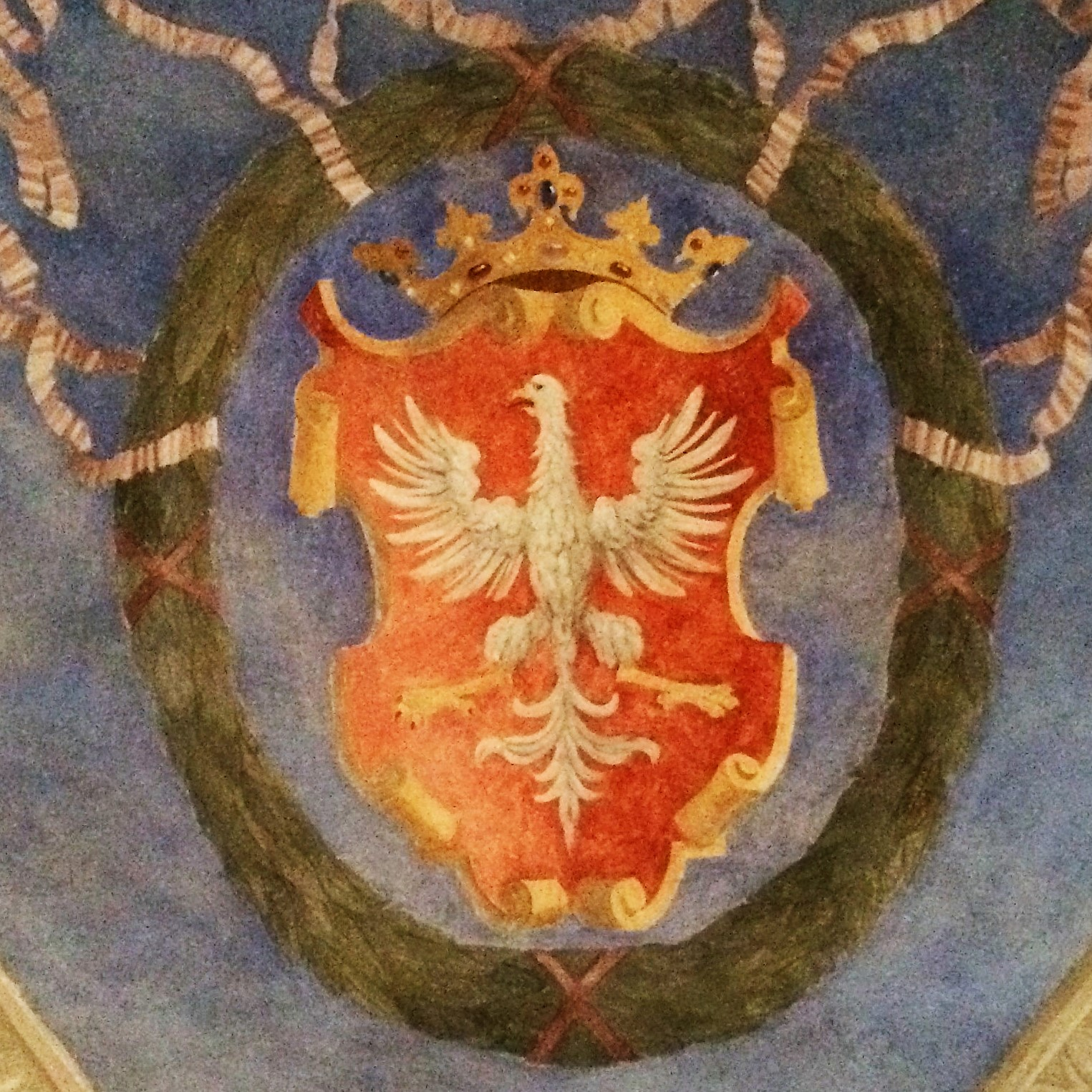
Herb województwa poznańskiego na sklepieniu dawnej Izby Poselskiej na Zamku Królewskim w Warszawie.
Herb województwa poznańskiego w herbarzu Kaspra Niesieckiego (1743).
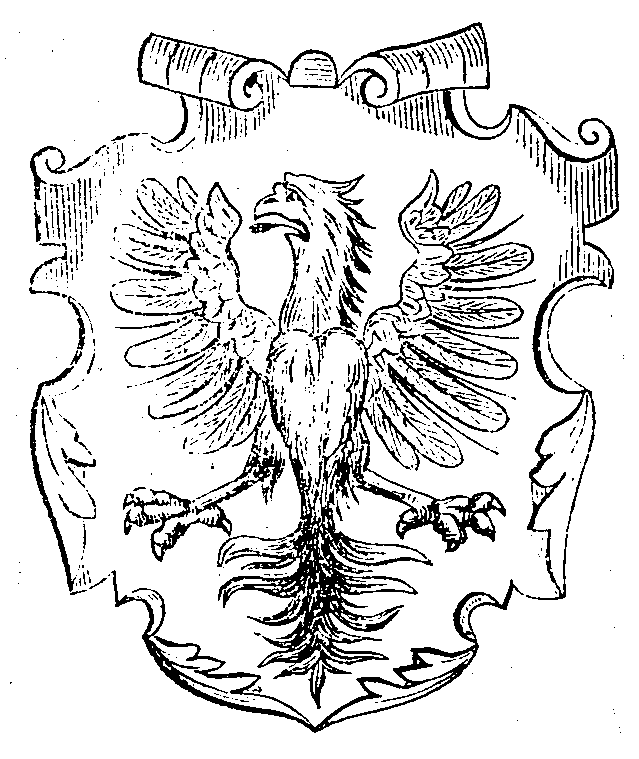
Herb województwa poznańskiego w XIX-wiecznym wydaniu herbarza Bartosza Paprockiego (1858).
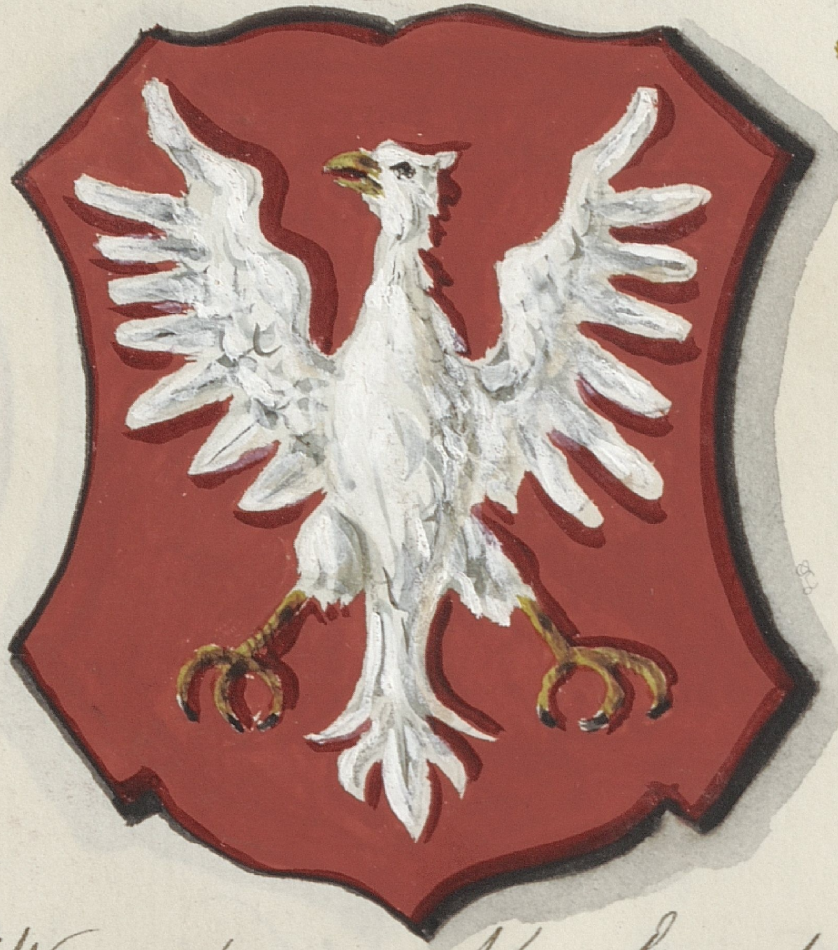
Herb województwa poznańskiego w herbarzu Bolesława Starzyńskiego (1875–1900).
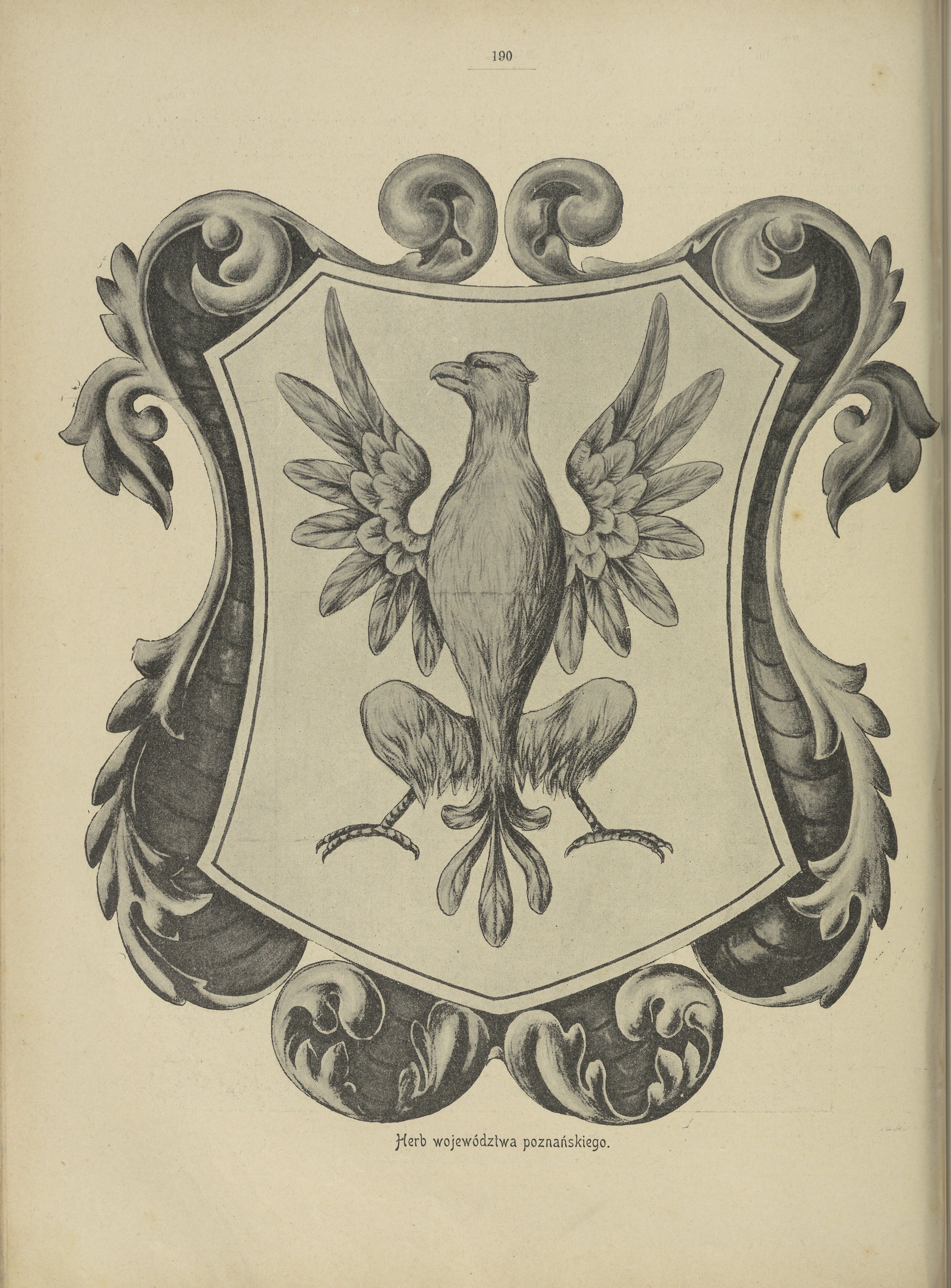
Herb województwa poznańskiego na rycinie z Dziejów Polski ilustrowanych Augusta Sokołowskiego (1900).
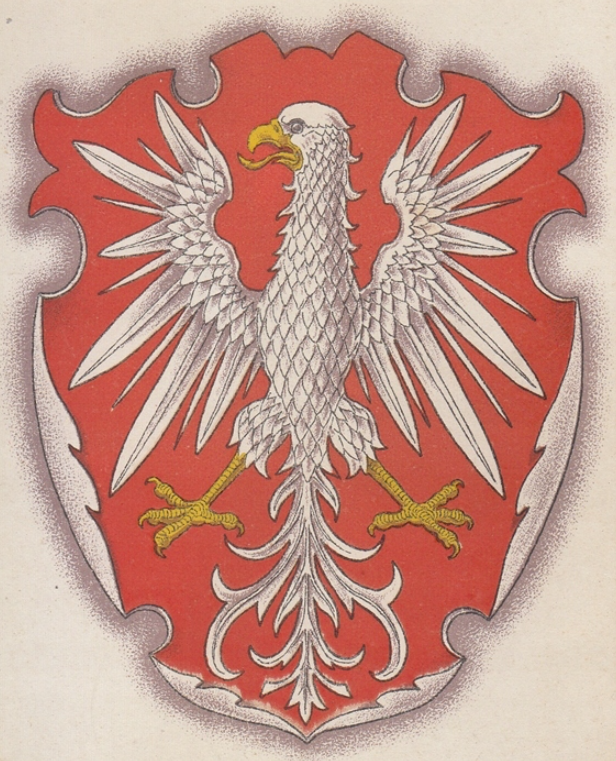
Herb województwa poznańskiego w wykonaniu Stanisława Eljasz-Radzikowskiego na jednej z pocztówek wydanych przez Towarzystwo Szkoły Ludowej (1910).
Współczesna rekonstrukcja herbu województwa poznańskiego z czasów I Rzeczypospolitej.
Herb województwa poznańskiego w czasach II Rzeczypospolitej.